# Brahim Ouchrif
Brahim Ouhrif (ur. 14 listopada 1984) – marokański piłkarz, grający jako prawy napastnik.

## Klub

### Początki
Zaczynał karierę w Union Sidi Kacem.
1 lipca 2009 roku przeniósł się do Ittihad Tanger.

### Olympique Khouribga
1 lipca 2010 roku trafił do Olympique Khouribga.
W sezonie 2011/2012 (pierwszym w bazie Transfermarkt) zagrał 8 spotkań.
W sezonie 2012/2013 rozegrał 24 mecze, strzelił 3 gole i miał tyle samo asyst.

### Kawkab Marrakesz
1 lipca 2013 roku przeniósł się do Kawkab Marrakesz. Zadebiutował tam 1 września 2013 roku w meczu przeciwko AS Salé (wygrana 1:0). Zagrał 59 minut, został zmieniony przez Abderrahima Saidiego. Pierwszego gola strzelił 29 września 2013 roku w meczu przeciwko Wydad Casablanca (2:0). Do siatki trafił w 2. minucie z rzutu karnego. Łącznie zagrał 14 meczów i strzelił 3 gole.

### Od 2015
10 stycznia 2015 roku wrócił do Ittihad Tanger.
1 stycznia 2016 roku, po półrocznym pobycie bez klubu trafił do CODM Meknès. Następnie zakończył karierę.